# Чёрная (приток Илевны)
Чёрная — река во Владимирской области России. Берёт начало у деревни Красново Меленковского района, протекает в восточном и северо-восточном направлениях, впадает (справа) в реку Илевну у деревни Мишино Муромского района. Длина — 23 км, площадь водосборного бассейна — 63,8 км².

## Населённые пункты на реке
Деревни Красново, Кесово, Максимовка, Мишино и  посёлок Хольковский.

## Данные водного реестра
По данным государственного водного реестра России относится к Окскому бассейновому округу, водохозяйственный участок реки — Ока от впадения реки Мокша до впадения реки Тёша, речной подбассейн реки — бассейны притоков Оки от Мокши до впадения в Волгу. Речной бассейн реки — Ока.
По данным геоинформационной системы водохозяйственного районирования территории РФ, подготовленной Федеральным агентством водных ресурсов:
- Код водного объекта в государственном водном реестре — 09010300112110000030336
- Код по гидрологической изученности (ГИ) — 110003033
- Код бассейна — 09.01.03.001
- Номер тома по ГИ — 10
- Выпуск по ГИ — 0